# 이지린
이지린(1981년 ~ )은 대한민국의 싱어송라이터, 작곡가로, 프로젝트 그룹인 허밍 어반 스테레오(영어: Humming Urban Stereo)의 솔로 유닛 프로듀서이다. 또한, 인스턴트 로맨틱 플로어(영어: Instant Romantic Floor)의 구성원이기도 하다.

## 음반 목록

### 정규 음반
허밍 어반 스테레오
1. Very Very Nice! And Short Cake (2005)
2. Purple Drop (2006)
3. Monochrome (2006)
4. Baby Love (2007)
5. XXXX (2008)
6. Easy Come, Easy Go (2010)

## 그 외
- 2011년 3월 12일에는 앨범에 참여했던 역대 객원 가수들과 첫 단독 콘서트를 연 바 있다. 이 콘서트에는 배우인 유인나도 참여했다.[1]
- 2012년 3월 22일에 그의 주요 곡에서 목소리를 들려 주었던 객원보컬 허밍걸(본명 이진화)이 심장병으로 세상을 떠났다.[2]